# جان سباستین نیکولز
جان سباستین نیکولز (انگلیسی: John Nichols؛ ۵ ژوئیه ۱۸۹۶ – ۷ فوریه ۱۹۵۴) فرد نظامی اهل بریتانیا بود. وی همچنین برندهٔ جوایزی همچون صلیب نظامی شده‌است.